# Campeonato de División Intermedia 1915 (Argentina)
El Campeonato de División Intermedia 1915 fue el torneo que constituyó la decimoséptima temporada de la segunda división de Argentina en la era amateur.
El certamen contó con cuatro nuevos participantes: Buenos Aires y Germinal, ascendidos de Segunda División 1914 de la AAF; Tigre Juniors, campeón de Segunda División 1914 de la FAF; y Palermo, afiliado debutante.
El torneo coronó campeón por primera vez a Gimnasia y Esgrima de La Plata, que ascendió por primera vez en su historia a Primera División, tras vencer por 3 a 1 en la final a Honor y Patria.

## Ascensos y descensos
| Pos | Ascendidos a Primera División 1915 |
| --- | ---------------------------------- |
| 1.º | Defensores de Belgrano             |

| Pos | Ascendidos de Segunda División 1914 (AAF) |
| --- | ----------------------------------------- |
| 2.º | Germinal                                  |
| 3.º | Buenos Aires (IM)                         |

| Pos | Ascendidos de Segunda División 1914 (FAF) |
| --- | ----------------------------------------- |
| 1.º | Tigre Juniors                             |

| Afiliados |
| --------- |
| Palermo   |

| Relegados a Segunda División 1915 |
| --------------------------------- |
| Atlas                             |
| Bernal                            |

| Desafiliados      |
| ----------------- |
| Peñarol Argentino |
| San Fernando      |
| Sol Argentino     |

## Equipos participantes
| Equipo                      | Ciudad (Provincia)     |
| --------------------------- | ---------------------- |
| All Boys                    | Ciudad de Buenos Aires |
| Alumni                      | Olivos                 |
| Argentino                   | Ciudad de Buenos Aires |
| Argentino del Sud           | Avellaneda             |
| Argentinos de Avellaneda    | Avellaneda             |
| Argentinos Juniors          | Ciudad de Buenos Aires |
| Barracas Central            | Ciudad de Buenos Aires |
| Buenos Aires                | Isla Maciel            |
| Burzaco                     | Burzaco                |
| Cámara Mercantil            | Lanús                  |
| Carapachay                  | Carapachay             |
| Eureka                      | Avellaneda             |
| Federal                     | Ciudad de Buenos Aires |
| General Belgrano            | La Plata               |
| Germinal                    | Villa Lynch            |
| Gimnasia y Esgrima          | Banfield               |
| Gimnasia y Esgrima La Plata | La Plata               |
| Honor y Patria              | Ciudad de Buenos Aires |
| Lanús                       | Lanús                  |
| Liberal Argentino           | Avellaneda             |
| Libertarios Unidos          | Ciudad de Buenos Aires |
| Palermo                     | Ciudad de Buenos Aires |
| Porteños Unidos             | Ciudad de Buenos Aires |
| Progresista                 | Piñeyro                |
| Villa Ballester             | Villa Ballester        |
| Sp. Barracas                | Ciudad de Buenos Aires |
| Suizo                       | Ciudad de Buenos Aires |
| Tigre Juniors               | Tigre                  |
| Universitarios              | Ciudad de Buenos Aires |
| Vélez Sarsfield             | Ciudad de Buenos Aires |

1. ↑  Se fusionó con Sp. Palermo.
2. ↑  Inició el campeonato con el nombre Club Independencia.

## Sistema de disputa
El campeonato se dividió en tres zonas, la A de 11 equipos, la B de 10 y la C de 9. Los ganadores de la segunda y tercera zona se enfrentaron para definir quién jugaba la final con el ganador de la primera zona. Cada zona se disputó con el sistema de todos contra todos a dos ruedas. Argentino de Núñez y Porteños Unidos se retiraron de sus zonas, dejándolas con 10 y 9 equipos respectivamente.

## Zona A
| Pos | Equipo                   | Pts       | PJ        | G         | E         | P         | GF        | GC        | DG        |
| --- | ------------------------ | --------- | --------- | --------- | --------- | --------- | --------- | --------- | --------- |
| 1°  | Honor y Patria           | —         | 18        | Sin datos | Sin datos | Sin datos | Sin datos | Sin datos | Sin datos |
| 2º  | Argentinos de Avellaneda | —         | 18        | Sin datos | Sin datos | Sin datos | Sin datos | Sin datos | Sin datos |
| 3º  | Liberal Argentino        | —         | 18        | Sin datos | Sin datos | Sin datos | Sin datos | Sin datos | Sin datos |
| 4º  | Villa Ballester          | —         | 18        | Sin datos | Sin datos | Sin datos | Sin datos | Sin datos | Sin datos |
| 5º  | Lanús                    | —         | 18        | Sin datos | Sin datos | Sin datos | Sin datos | Sin datos | Sin datos |
| 6º  | Eureka                   | —         | 18        | Sin datos | Sin datos | Sin datos | Sin datos | Sin datos | Sin datos |
| 7º  | Buenos Aires (IM)        | —         | 18        | Sin datos | Sin datos | Sin datos | Sin datos | Sin datos | Sin datos |
| 8º  | Carapachay               | —         | 18        | Sin datos | Sin datos | Sin datos | Sin datos | Sin datos | Sin datos |
| 9º  | Gimnasia y Esgrima (B)   | —         | 18        | Sin datos | Sin datos | Sin datos | Sin datos | Sin datos | Sin datos |
| 10º | Sp. Suizo                | —         | 18        | Sin datos | Sin datos | Sin datos | Sin datos | Sin datos | Sin datos |
| —   | Argentino (N)            | Sin datos | Sin datos | Sin datos | Sin datos | Sin datos | Sin datos | Sin datos | Sin datos |

1. ↑  Se retiró.

## Zona B
| Pos | Equipo             | Pts       | PJ        | G         | E         | P         | GF        | GC        | DG        |
| --- | ------------------ | --------- | --------- | --------- | --------- | --------- | --------- | --------- | --------- |
| 1°  | Alumni (O)         | —         | 16        | Sin datos | Sin datos | Sin datos | Sin datos | Sin datos | Sin datos |
| 2º  | Argentinos Juniors | —         | 16        | Sin datos | Sin datos | Sin datos | Sin datos | Sin datos | Sin datos |
| 3º  | Germinal           | —         | 16        | Sin datos | Sin datos | Sin datos | Sin datos | Sin datos | Sin datos |
| 4º  | Progresista        | —         | 16        | Sin datos | Sin datos | Sin datos | Sin datos | Sin datos | Sin datos |
| 5º  | Barracas Central   | —         | 16        | Sin datos | Sin datos | Sin datos | Sin datos | Sin datos | Sin datos |
| 6º  | General Belgrano   | —         | 16        | Sin datos | Sin datos | Sin datos | Sin datos | Sin datos | Sin datos |
| 7º  | Palermo            | —         | 16        | Sin datos | Sin datos | Sin datos | Sin datos | Sin datos | Sin datos |
| 8º  | Cámara Mercantil   | —         | 16        | Sin datos | Sin datos | Sin datos | Sin datos | Sin datos | Sin datos |
| 9º  | Federal            | —         | 16        | Sin datos | Sin datos | Sin datos | Sin datos | Sin datos | Sin datos |
| —   | Porteños Unidos    | Sin datos | Sin datos | Sin datos | Sin datos | Sin datos | Sin datos | Sin datos | Sin datos |

1. ↑  Se retiró.

## Zona C
| Pos | Equipo                      | Pts | PJ | G  | E | P  | GF        | GC        | DG        |
| --- | --------------------------- | --- | -- | -- | - | -- | --------- | --------- | --------- |
| 1°  | Gimnasia y Esgrima La Plata | 27  | 16 | 11 | 5 | 0  | 44        | 11        | 33        |
| 2º  | Sportivo Barracas           | 27  | 16 | 12 | 3 | 1  | Sin datos | Sin datos | Sin datos |
| 3º  | Libertarios Unidos          | 20  | 16 | 8  | 7 | 1  | Sin datos | Sin datos | Sin datos |
| 4º  | Tigre Juniors               | 19  | 16 | 8  | 3 | 5  | Sin datos | Sin datos | Sin datos |
| 5º  | All Boys                    | 15  | 16 | 7  | 1 | 8  | Sin datos | Sin datos | Sin datos |
| 6º  | Burzaco                     | 13  | 16 | 5  | 3 | 8  | Sin datos | Sin datos | Sin datos |
| 7º  | Vélez Sarsfield             | 7   | 16 | 3  | 1 | 12 | Sin datos | Sin datos | Sin datos |
| 8º  | Argentino del Sud           | 6   | 16 | 3  | 0 | 13 | Sin datos | Sin datos | Sin datos |
| 9º  | Universitarios              | 6   | 16 | 3  | 0 | 13 | Sin datos | Sin datos | Sin datos |

## Fase final

### Cuadro de desarrollo
|  | Semifinales | Semifinales             | Semifinales    | Semifinales             |   |   | Final | Final | Final | Final |  |
|  |             |                         |                |                         |   |   |       |       |       |       |  |
|  |             |                         |                |                         |   |   |       |       |       |       |  |
|  |             |                         |                |                         |   |   |       |       |       |       |  |
|  |             |                         |                |                         |   |   |       |       |       |       |  |
|  |             |                         |                |                         |   |   |       |       |       |       |  |
|  |             | A                       | Honor y Patria | 0                       | 1 |   |       |       |       |       |  |
|  |             |                         |                |                         | 1 |   |       |       |       |       |  |
|  |             |                         |                | Gimnasia y Esgrima (LP) | 0 | 3 |       |       |       |       |  |
|  | B           | Alumni (O)              | 2              | Gimnasia y Esgrima (LP) | 0 | 3 | 0     |       |       |       |  |
|  | B           | Alumni (O)              | 2              |                         |   |   | 0     |       |       |       |  |
|  | C           | Gimnasia y Esgrima (LP) | 2              | 2                       |   |   |       |       |       |       |  |
|  | C           | Gimnasia y Esgrima (LP) | 2              | 2                       |   |   |       |       |       |       |  |
|  |             |                         |                |                         |   |   |       |       |       |       |  |

### Semifinal
| 8 de diciembre de 1915 | Alumni de Olivos  | 2:2     | Gimnasia y Esgrima de La Plata | Estadio de Ferro Carril Oeste, Ciudad de Buenos Aires |  |
|                        | Anotado · Anotado | Reporte | Anotado · Anotado              |                                                       |  |

| 12 de diciembre de 1915 | Alumni de Olivos | 0:2     | Gimnasia y Esgrima de La Plata | Estadio de Ferro Carril Oeste, Ciudad de Buenos Aires |  |
|                         |                  | Reporte | Anotado · Anotado              |                                                       |  |

### Final
| 19 de diciembre de 1915 | Honor y Patria | 0:0     | Gimnasia y Esgrima de La Plata | Estadio de Racing Club, Avellaneda |  |
|                         |                | Reporte |                                |                                    |  |

| 26 de diciembre de 1915 | Honor y Patria | 1:3     | Gimnasia y Esgrima de La Plata | Estadio de Independiente, Avellaneda |  |
|                         | Anotado        | Reporte | Anotado · Anotado · Anotado    |                                      |  |

|                                                   |
|                                                   |
| Campeón Gimnasia y Esgrima de La Plata 2.º título |

## Copa Campeonato
La Copa Campeonato de División Intermedia fue disputada por el ganador del Campeonato de División Intermedia y por el ganador del Torneo de Reservas de la Primera División.
| 2 de enero de 1916 | River Plate (II) | 0:1     | Gimnasia y Esgrima de La Plata | Estadio de Ferro Carril Oeste, Ciudad de Buenos Aires |  |
|                    |                  | Reporte | Anotado                        |                                                       |  |

|                                                    |
|                                                    |
| Campeón Gimnasia y Esgrima de La Plata 3.er título |

## Descensos y desafiliaciones
Eureka y Sportivo Suizo descendieron a la segunda división.
Argentinos de Avellaneda, Villa Ballester, Carapachay, Gimnasia y Esgrima de Banfield, Cámara Mercantil, Federal, Tigre Juniors, Argentino del Sud y Universitarios desaparecen de los registros.